# Gefyra, Arcadia
Gefyra  este un oraș în Grecia în Prefectura Arcadia.